# Жайворонок товстодзьобий
Жайворонок товстодзьобий (Ramphocoris clotbey) — вид горобцеподібних птахів родини жайворонкових (Alaudidae). Мешкає в Північній Африці і Західній Азії. Вид названий на честь французького лікаря Антуана Кло. Це єдиний представник монотипового роду Товстодзьобий жайворонок (Ramphocoris).

## Опис

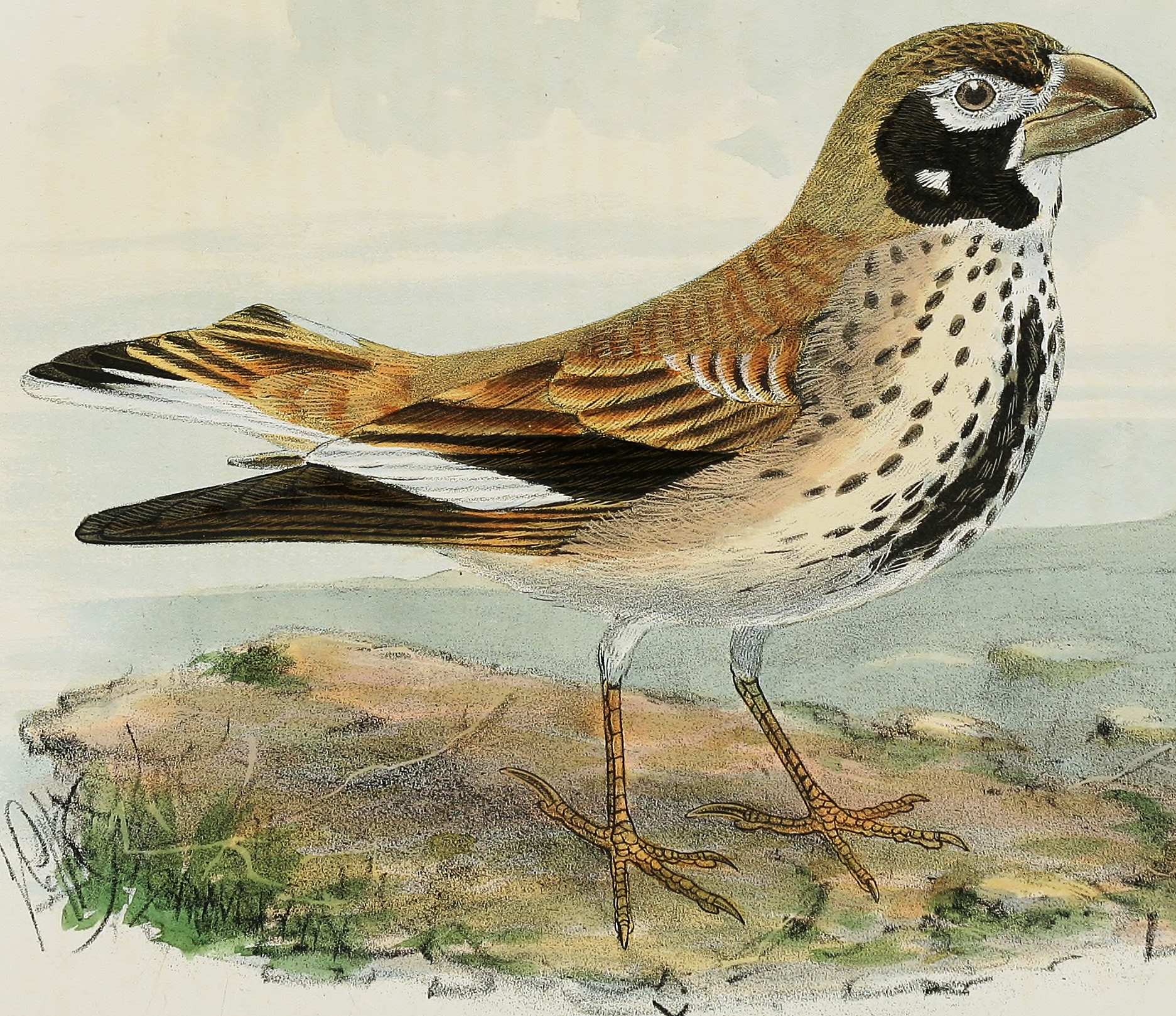
Товстодзьобий жайворонок

Довжина птаха 17-18 см, розмах крил 36-40 см. У самців довжина крила становить 12,8–13,3 см, у самиць 12,4–12,8 мм, довжина хвоста у самців 5,7-6,4 см, у самиць 5,3-5,8 см, довжина дзьоба у самців 17,8-22 мм, у самиць 18-22 мм. Самці важать 52-55 г, самиці 45 г.
У самців голова і верхня частина тіла попелясто-коричневі. Під очима білі смуги, над очима вузькі білі смужки. Щоки і скроні чорнуваті, на кожній щоці є велика біла пляма, перед дзьобом є менші білі плями. Підборіддя біле, горло і груди білуваті, поцятковані широкими чорними смугами. Решта нижньої частини тіла і верхні покривні пера хвоста білуваті або кремові. Махові пера чорнувато-коричневі, на кінці білі. Покривні пера крил темно-коричневі або темно-сірі, на них є широка білувата або охриста смуга. Центральні стернові пера світло-коричневі або рудувато-коричневі, з темно-коричневою смугою на кінці. Крайні стернові пера переважно кремові, знизу на кінці у них є чорнувато-коричневі плями. Решта стернових пер переважно коричневі. Дзьоб міцний, конічної форми, світлий. Ніздрі покриті щетинками. Самиці є дещо блідішими за самців, плями на нижній частині тіла у них коричнюваті. У молодих птахів плями на голові і нижній частині тіла слабо виражені, дзьоб темний.

## Поширення і екологія
Товстодзьобі жайворонки мешкають в регіоні Магрибу (Західна Сахара, північна Мавританія, Марокко, Алжир, Туніс і Триполітанія на північному заході Лівії) та в Леванті (східний Ізраїль, Йорданія, північ Саудівської Аравії, південь Сирії, захід Іраку, спостерігалися в Кувейті, Омані і Ємені). Вони живуть в сухих, кам'янистих пустелях гамада. Живляться насінням, безхребетними і рослинним матеріалом. Своїм міцним дзьобом птахи розколюють хітинові панцирі жуків. Сезон розмноження триває з лютого по травень. Товстодзьобі жайворонки, які і інші жайворонки, гніздяться на землі. В кладці від 3 до 5 яєць.